# Stade Français (piłka siatkowa)

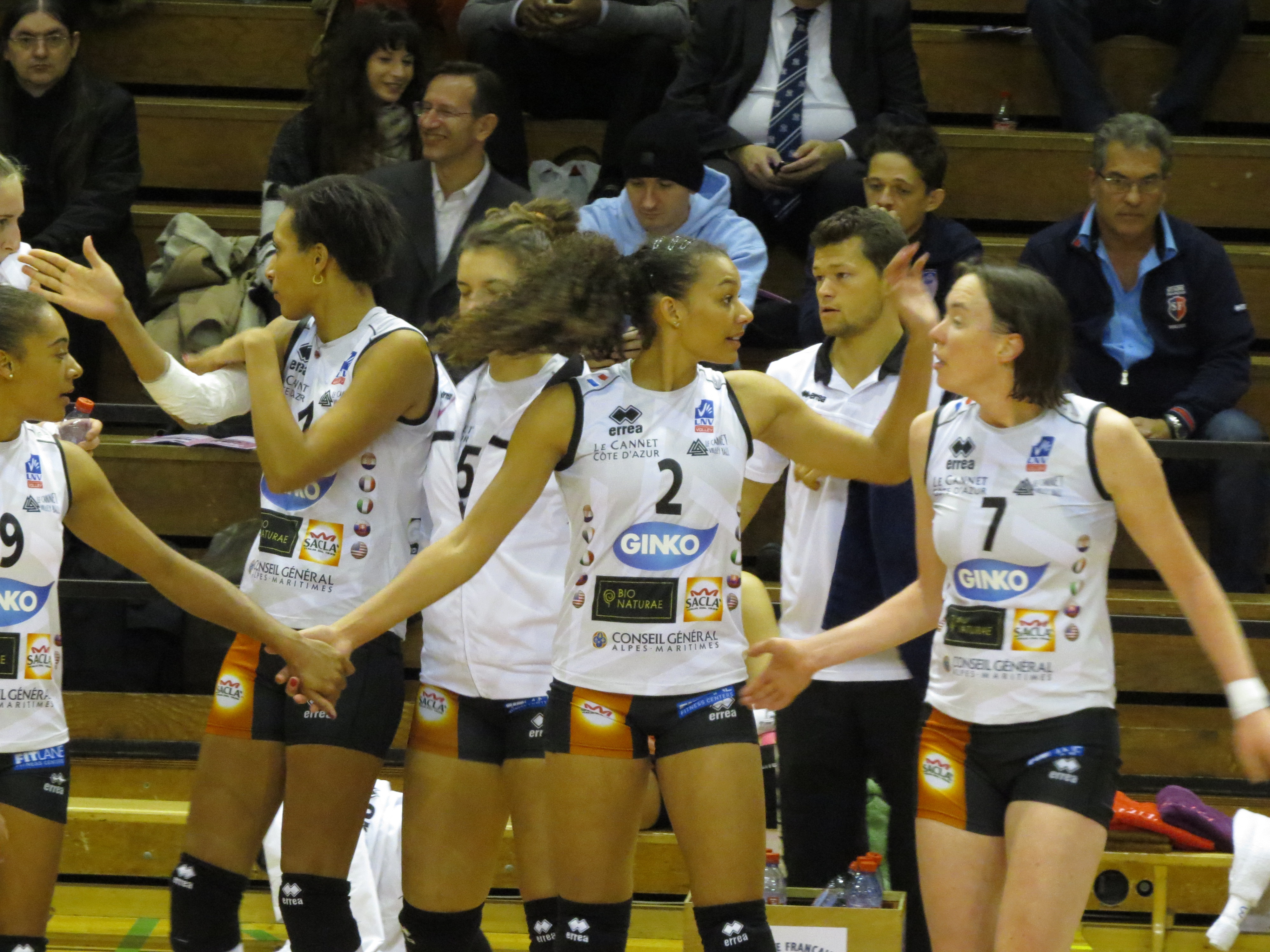
Zawodniczki Stade Français Paris Saint-Cloud w sezonie 2014/2015

Stade Français Paris Saint Cloud – francuski żeński klub siatkarski powstały w mieście Paryż. Klub występuje w rozgrywkach Ligue A. W sezonie 2010/2011 barw klubu broniła Polka Justyna Łunkiewicz. Od sezonu 2023/2024 klub nosi nazwę Levallois Paris Saint Cloud.

## Nazwy klubu
- 2003-2013 Union Stade Français Saint-Cloud Paris
- 2013-2023 Stade Français Paris Saint-Cloud
- 2023- Levallois Paris Saint Cloud

## Sukcesy
Mistrzostwo Francji:
- 1960, 2024[1], 2025[2]